# 圆满服役奖章
圆满服役奖章（俄语：Медаль «За безупречную службу»）是前苏联颁发的一种奖章。它由苏联国防部长、内务部长和国家安全委员会主席团共同设立，授予长期为苏联服役的优秀军人，分为三个级别。苏联解体后不再颁发。

## 历史
在建立圆满服役奖章之前，苏联曾经有过奖励服役多年老兵的相关规定。1944年6月4日的苏联最高苏维埃主席团命令规定，为服役满10年的红军授予战功奖章，服役满15年的授予红星勋章，服役满20年的授予紅旗勳章，服役满25年的授予列寧勳章，服役满30年的授予第二枚紅旗勳章。
二战结束后，因长期服役而颁发的红旗勋章约有30万枚，而其中获得勋章的士兵仅有数百人。为了停止这种滥发的情况，苏联最高苏维埃主席团发布1957年9月14日命令，鼓励苏联部长会议各部门建立各自的服役奖励体系。
1958年1月25日，苏联国防部长，内政部长和苏联國家安全委員會主席团联合颁布命令，正式设立圆满服役奖章。

## 规定
圆满服役奖章分为三个级别。一级奖章授予服役20年以上的军人，二级授予服役15年以上的军人，三级授予服役10年以上的军人。
奖章应该佩戴在胸部左侧。在获得相同类型奖章的情况下，一级优先，二级次之。如果佩戴了其它俄罗斯联邦勋章或奖章，则后者具有优先权。

## 样式
奖章部分为直径32毫米的圆形。
| 一级正面 | 一级背面     | 二级正面 | 二级背面   | 三级正面 | 三级背面     |
| -------- | ------------ | -------- | ---------- | -------- | ------------ |
|          |              |          |            |          |              |
| 通用     | 国家安全官员 | 通用     | 内政部官员 | 通用     | 武装力量军人 |